# Movimiento Democrático de China
El Movimiento Democrático de China (chino simplificado:中国民主运动 Chino tradicional:中國民主運動 pinyin: Zhōngguó Mínzhǔyùndòng) es un movimiento político de la República Popular China contra el gobierno continuado del Partido Comunista de China. El movimiento empezó durante la Primavera de Pekín en 1978 y cobró importancia en la Revuelta de la Plaza de Tiananmén de 1989. En la década de 1990, el movimiento experimentó un declive considerable en China y el extranjero, y en la actualidad se encuentra fragmentado y pocos analistas lo consideran una seria amenaza al poder del gobierno chino.

## Inicios
El origen del movimiento se encuentra en la breve liberalización conocida como la Primavera de Pekín, que tuvo lugar tras la Revolución Cultural. El documento que fundó el movimiento se considera su manifiesto, la Quinta Modernización autorizada por Wei Jingsheng, al que se le sentenció a quince años de prisión por la autoría del documento. En el documento, Wei sostenía que el traspaso de poder a las masas era esencial para la modernización, que el Partido Comunista estaba controlado por reaccionarios, y que la gente debía luchar para derrocarles mediante una larga y probablemente sangrienta lucha.

## Auge
Durante la década de 1980, estas ideas ganaron popularidad entre los universitarios de China. Las protestas de Tiananmén aparecieron en respuesta a la creciente corrupción política, la dislocación de la economía, y la sensación de que las reformas en la Unión Soviética y la Europa del Este estaban dejando a China atrás. Estas protestas fueron reprimidas por las tropas del gobierno el 4 de junio de 1989. Como respuesta, algunos estudiantes fundaron fuera de China varias organizaciones para la democracia, y en occidente se produjo una considerable simpatía por el movimiento.

## Declive
En la década de 1990, el movimiento democrático experimentó un declive, dentro y fuera de China. Parte de este declive fue a causa de las medidas represoras del gobierno chino contra el movimiento, con medidas estrictas para impedir que se mencionase la democracia en Internet o en otros medios. Además, tras los ataques del 11 de septiembre en Estados Unidos, China ha aprobado leyes antiterroristas que muchos ven como una excusa para incrementar los poderes para descubrir a disidentes potenciales.
También hubo otras razones. Las dificultades de la Unión Soviética al transformar su economía al capitalismo se han usado para apoyar las opiniones oficiales del gobierno de que una reforma gradual era una política más sabia. Esto ha sido largamente debatido, pues China no ha mostrado señales de incremento de la generalización política. Además, empieza a haber un hueco generacional tras el ingreso en la universidad de los nacidos tras la Revolución Cultural. Estos estudiantes apoyan mucho más ardientemente al Partido Comunista y tienden a mostrar sentimientos nacionalistas contra Japón y Taiwán. Las disputas internas del movimiento sobre asuntos como la obtención del estatus de "most-favored nation" según la ley de comercio estadounidense dañaron al movimiento, así como la sensación de que algunos disidentes prominentes como Harry Wu y Wei Jingsheng no tenían contacto con la creciente prosperidad económica y la disminución del control político en China.
El gobierno toma una estrategia en tres frentes para luchar contra el movimiento. En primer lugar, los disidentes ampliamente conocidos en occidente como Wei Jingsheng, Fang Lizhi, y Wang Dan son deportados. Aunque la ley criminal china no prevé el exilio de ciudadanos, estas deportaciones se llevan a cabo condenando al disidente a grandes penas pero garantizando la libertad condicional. En segundo lugar, los líderes menos conocidos del movimiento disidente son identificados y se les condena a grandes penas. Por lo general, el gobierno se concentra en un pequeño grupo de organizadores que son cruciales para la coordinación y se les imputa el haber puesto en peligro la seguridad nacional o haber revelado secretos oficiales. En tercer lugar, los intentos gubernamentales de atajar las posibles quejas puntuales del movimiento, e impedir que protestas aisladas se combinen en una protesta general que pudiera amenazar el gobierno del Partido Comunista.

## Ideologías enfrentadas
Ideológicamente, la primera reacción del gobierno al movimiento democrático fue un esfuerzo poco convincente en concentrarse en la conducta personal de los disidentes individuales y alegar que eran herramientas de poderes extranjeros. A mediados de la década de 1990, el gobierno empezó a emplear argumentos más efectivos, que estaban influidos por el Neoconservadurismo en China, y autores occidentales como Edmund Burke. El argumento principal era que la prioridad principal del gobierno era el crecimiento económico, lo que requería estabilidad política. El movimiento democrático fue tachado de promover radicalismo y la revolución, lo que pondría en peligro el crecimiento de China. En contraste con el argumento de Wei de que la democracia era necesaria para el crecimiento económico, el gobierno asegura que el crecimiento económico debe preceder a la liberalización política, comparándolo con lo ocurrido con los cuatro dragones asiáticos.
Sin embargo, muchos de los que apoyan la democracia han puesto de relieve que China ha superado con éxito muchos de los desafíos a los que se enfrentaba durante la transición de una economía socialista al socialismo de mercado, más liberalizado, así que no hay necesidad de prolongar la represión política. Las fuerzas democráticas no estancarían el crecimiento económico tras la transición, como asegura el Partido Comunista, y, lo que es más importante, la presencia de la democracia ayudaría a descubrir la corrupción y conseguiría una mejor distribución de la riqueza. Muchos creen que el Partido Comunista no tiene intención de ceder el poder aunque se alcancen todas las metas económicas. Se dice que China habría rechazado la entrada en la Organización Mundial de Comercio si los términos del acuerdo les hubieran obligado a mejorar en materia de Derechos Humanos.
En China, la mayor parte de las actividades de protesta se expresan en actos puntuales, que son en cierta medida tolerados por el gobierno, y mediante vías de escape pseudoreligiosas como Falun Gong. Algunas de las ideas del movimiento se han incorporado en la Facción Liberal China, que tiende a estar de acuerdo con los neocoservadores en que la estabilidad es importante, pero sostinen que la liberalización política es esencial para mantener dicha estabilidad. En contraste con los activistas del Movimiento Democrático, la mayoría de miembros de la facción liberal no piden el derrocamiento del Partido Comunista ni rechazan la posibilidad de reforma desde dentro del Partido. En consecuencia, los miembros de la facción liberal son más tolerados que los que se identifican con el Movimiento Democrático.

## Debate sobre la imposibilidad de la democratización de China
Mientras China sigue creciendo sin democratizarse, ha surgido un discurso que sugiere que la democratización de China podría ser imposible para siempre.
Makoto Mogi explica las razones por las cuales la democratización de China es difícil, abordando la geopolítica, la Japón en la era planetaria y el despotismo oriental de Karl Wittfogel en sus videos de YouTube y en sus libros.
Asimismo, basándose en la interpretación de la visión ecológica de la historia, Yang Haiying declara: «La democratización no nace de la civilización china.»
Sekihei explica en su libro Por qué China no puede democratizarse aunque lo desee que comprender la esencia de la “política imperial” revela el núcleo de la China moderna: el pueblo chino alimenta un deseo por un emperador moderado, lo que impide la democratización.
Tanaka Sakai señala que el declive del movimiento de democratización se debe al caos provocado por la democratización y las reformas de la economía de mercado en Rusia, a la propagación del nacionalismo, a la promoción de la cultura de la sociedad de consumo, así como a la tolerancia de una crítica limitada a la corrupción sin cuestionar el sistema mismo.
También cita el análisis de un grupo de expertos australiano según el cual «Una China democrática es impredecible», advirtiendo que, dentro del país, aumentarían los conflictos internos, y que, en el extranjero, aparecerían políticos patrióticos que avivarían el nacionalismo, representando un peligro.
Entre los comentaristas ajenos a Japón, el comentarista hongkonés Chip Tsao ha declarado: «El territorio de China es vasto, como Estados Unidos, Canadá, Rusia y Australia, y gobernar un país grande es difícil. Además, los chinos quieren emigrar a Estados Unidos o a Canadá. China tiene una cultura imperial, y para la democratización de China, el federalismo es difícil; por lo tanto, la única opción es dividir China en países pequeños.»
Lee Teng-hui declaró en un discurso en el edificio de oficinas de los parlamentarios: «La actual República de China, al igual que la República Popular China, no son más que prolongaciones de los 5.000 años de historia de China, y China sigue siendo un régimen que repite constantemente avances y retrocesos. Los 5.000 años de historia de China constituyen una historia enlazada de una dinastía a otra en un determinado espacio y tiempo; incluso una nueva dinastía no es más que una extensión de la anterior.»
En su teoría de la ciudad-estado de Hong Kong, Chin Wan cita algunas conductas indebidas de ciertos chinos del continente. : 43–46  Además, especula que si China se democratizara rápidamente, nueve factores — "humillación internacional, mentalidad de víctima, presión sobre el espacio vital, ira por la pérdida territorial, desconfianza en la moralidad internacional, una sociedad industrialmente disciplinada, la estrechez espiritual de la clase media, impulsos patrióticos de los grandes empresarios y el rápido aumento de la productividad empresarial junto con las dificultades de empleo para los jóvenes" — podrían fácilmente convertirse en un caldo de cultivo para un totalitarismo similar al nazismo.: 51–52 
Stephen Bannon declaró que la democratización de China es ficticia: «Incluso después de 4.000 años de historia, nada ha cambiado. Desde la guerra del opio, la rebelión Taiping, la guerra sino-japonesa, la revuelta de los bóxers, la guerra civil china, hasta la revolución cultural, China no ha cambiado. La idea de que la democracia pueda arraigarse rápidamente en China es una broma. Es absurdo.»

### Comparación con la democratización de Japón, Corea del Sur y Taiwán
Un pensador político e historiador, Liu Zhongjing, comparó la democracia y la historia de Japón, Corea del Sur y China, afirmando lo siguiente.

En lo que él conoce sobre todo el curso de la historia mundial, ya sea en Europa, Europa del Este, Oriente Medio o Asia Oriental, el proceso básico fue el mismo: la llamada constitución democrática era una forma de gobierno formada durante el surgimiento del Estado-nación. Concluyó que no podía aplicarse a los grandes imperios multiétnicos y multiculturales que existieron antes del Estado-nación—y no solo en China. No se aplicaba al Imperio Otomano en Oriente Medio ni al Sacro Imperio Romano en Europa. En Europa, la democracia tuvo éxito solo después de la disolución del Sacro Imperio Romano, y en Oriente Medio, solo después de que Mustafa Kemal Atatürk desmantelara el Imperio Otomano. ¿Por qué pudo lograrlo Japón? La respuesta, dice, es que Japón era la “Gran Bretaña de Asia” y se retiró del sistema imperial. ¿Por qué tuvo éxito Corea del Sur? Aunque Corea también había pertenecido a los imperios Ming y Qing, su éxito llegó después de que se retiró del orden imperial chino.

También analiza que la República de China en Taiwán y la independencia de Taiwán no son lo mismo: la República de China en Taiwán es un arma política, mientras que la independencia de Taiwán es la invención de un Estado estándar de tipo europeo, es decir, la aparición de un Estado-nación basado culturalmente en el nacionalismo taiwanés. Además, afirma que el factor detrás de la democratización de Taiwán fue su alejamiento del Gran Unidad y el sinocentrismo, y que si Taiwán hubiera estado operando dentro del sinocentrismo, la democratización habría sido absolutamente imposible.

### La democratización de Taiwán y las dificultades de democratización de China
Lee Teng-hui reflexionó sobre el proceso histórico de democratización de Taiwán mientras discutía las razones por las cuales la democratización de China es difícil. Bajo la influencia de dos regímenes extranjeros —el largo período de dominio japonés y, posteriormente, el gobierno de la República de China (Kuomintang)— Taiwán desarrolló su propio sentido de autonomía e identidad. En particular, tras el Incidente del 28 de febrero de 1947, los taiwaneses reconocieron la necesidad de un gobierno autónomo independiente de los regímenes extranjeros, lo que culminó con la primera elección presidencial directa de la historia en 1996.
Lee señaló que, considerando el sistema histórico de gobierno de China (el «Fǎtǒng»), los regímenes tradicionalmente han sido extensiones de la autoridad imperial basada en el emperador, y existen pocos ejemplos de reformas políticas exitosas. Los cambios institucionales, conocidos como “reforma invocando el pasado” (託古改制), permanecieron en gran medida como reformas formales y no alcanzaron una democratización sustantiva. Además, Lee observó que, en cuanto al gobierno del Kuomintang y del Partido Comunista en China, aunque sus formas e ideologías difieren, ambos mantuvieron un control centralizado como autoridades impuestas desde el exterior, haciendo que fuera igualmente difícil para la población de China continental lograr una sociedad democrática autónoma.
Como señaló Lu Xun, la sociedad china tiene una tendencia cultural que dificulta la aparición de pioneros o reformadores, lo que constituye un obstáculo para la democratización. Por otro lado, Taiwán adoptó el concepto de “romper con lo antiguo para crear lo nuevo” (脱古改新), rompiendo con los valores asiáticos tradicionales y el Fǎtǒng al estilo chino, logrando construir una sociedad como nación democrática autónoma. La primera ola de reformas democráticas logró el colapso del régimen autoritario, la democratización de los poderes legislativo y ejecutivo, así como el establecimiento de una identidad taiwanesa. Sin embargo, en los últimos años, los conflictos partidistas y las limitaciones institucionales han mostrado signos de fatiga democrática, destacando la necesidad de una segunda ola de reformas, que incluya enmiendas constitucionales y una clarificación de la separación de poderes.